# Livio Milts
Livio Milts (Genk, 4 oktober 1997) is een Belgisch voetballer die doorgaans als middenvelder speelt. Hij debuteerde in 2017 in het betaald voetbal in het shirt van Roda JC Kerkrade.

## Carrière

### Jeugd
Milts speelde bij de U7 en U8 bij KRC Genk. Na een korte passage bij KFC Verbroedering Geel trok hij naar Sint-Truidense VV, waar hij negen seizoenen bij de jeugd voetbalde. In het seizoen 2013/14 werd hij met de U19 van STVV, waar hij een ploegmaat was van onder andere Iebe Swers, Matthias Odeurs en Jordan Renson, kampioen. In 2015 koos hij voor een overgang naar Club Brugge. Daar speelde hij slechts een seizoen, want in 2016 verhuisde hij naar Roda JC.

### Roda JC
Milts maakte op 26 november 2017 zijn officiële debuut in het eerste elftal van Roda JC: in de met 5-1 verloren uitwedstrijd tegen AFC Ajax kwam hij in de 79e minuut in het veld voor Mario Engels. Een week later scoorde hij zijn eerste doelpunt voor Roda JC: op 3 december 2017 viel hij tegen sc Heerenveen opnieuw in de 79e minuut in voor Mario Engels, acht minuten later scoorde hij het winnende doelpunt in de 2-1-zege. In maart 2018 ondertekende hij een tweejarig contract bij Roda JC, waar hij voorheen op amateurbasis speelde. In zijn debuutseizoen degradeerde hij met de club uit de Eredivisie.
In het seizoen 2018/19 groeide Milts uit tot een vaste waarde bij Roda JC: in de Eerste divisie speelde hij 34 van de 38 wedstrijden in de reguliere competitie, en in de KNVB beker speelde hij mee tegen DVS '33 Ermelo (0-6-zege), SV Urk (0-1-zege) en AFC Ajax (1-1, verlies na strafschoppen). Tegen DVS legde hij de 0-6-eindscore vast, tegen Urk bood hij Mohamed El Makrini de 0-1 aan.
Na het vertrek van trainer Robert Molenaar (en diens vervanger ad interim Eric van der Luer) kwam hij Milts wat minder aan spelen toe bij Roda JC. Desondanks verlengde hij in de zomer van 2020 zijn contract bij de club uit Kerkrade.

### TOP Oss
In de winterstop van het seizoen 2020/21 werd Milts voor een half jaar verhuurd aan TOP Oss. In zijn eerste officiële wedstrijd opende hij meteen zijn doelpuntenrekening voor TOP Oss: in de 6-0-zege tegen Jong AZ legde hij in de 71e minuut de 6-0-eindscore vast. In de daaropvolgende twaalf competitiewedstrijden kreeg hij telkens een basisplaats. Hij klokte uiteindelijk af op vijftien officiële wedstrijden voor TOP Oss, waarin hij tweemaal scoorde. Milts eindigde met de club tiende in de Keuken Kampioen Divisie.

### FC Urartu & PAEEK
Na afloop van het seizoen 2020/21 vertrok Milts naar FC Urartu in Armenië. Ook de Cypriotische eersteklasser PAEEK liet in de zomer van 2021 zijn interesse blijken, maar Milts had toen net getekend bij Urartu. Met deze club maakte hij op 8 juli 2022 zijn Europees debuut: in de Conference League-voorrondewedstrijd tegen NK Maribor (1-0-verlies) viel hij in de 81e minuut in voor Edgar Grigoryan.
Milts kreeg in Armenië te kampen met aanpassingsproblemen. Na een half seizoen tekende de Limburger, die nog tot 2023 onder contract lag bij Uratru, uiteindelijk toch bij PAEEK, dat altijd contact was blijven houden. Hij speelde in het tweede deel van het seizoen 2021/22 twaalf competitie- en twee bekerwedstrijden voor de club uit Lakatamia (een buitenwijk van Nicosia), die op het einde van het seizoen uit de A Divizion degradeerde.

### Patro Eisden Maasmechelen
In juni 2022 haalde Patro Eisden Maasmechelen hem terug naar België.   Halfweg het seizoen werd hij uitgeleend aan reeksgenoot Hoogstraten VV.

## Clubstatistieken
| Seizoen                       | Club                      | Competitie        | Competitie | Competitie | Beker | Beker | Europa | Europa | Totaal | Totaal |
| Seizoen                       | Club                      | Competitie        | Wed.       | Dlp.       | Wed.  | Dlp.  | Wed.   | Dlp.   | Wed.   | Dlp.   |
| ----------------------------- | ------------------------- | ----------------- | ---------- | ---------- | ----- | ----- | ------ | ------ | ------ | ------ |
| 2017/18                       | Roda JC Kerkrade          | Eredivisie        | 12         | 1          | 1     | 0     | —      | —      | 13     | 1      |
| 2018/19                       | Roda JC Kerkrade          | Eerste Divisie    | 34         | 5          | 3     | 1     | —      | —      | 37     | 6      |
| 2019/20                       | Roda JC Kerkrade          | Eerste Divisie    | 5          | 0          | 0     | 0     | —      | —      | 5      | 0      |
| 2020/21                       | Roda JC Kerkrade          | Eerste Divisie    | 5          | 0          | 0     | 0     | —      | —      | 5      | 0      |
| 2020/21                       | → TOP Oss                 | Eerste Divisie    | 15         | 2          | 0     | 0     | —      | —      | 15     | 2      |
| 2021/22                       | FC Urartu                 | Bardzragujn chumb | 11         | 0          | 0     | 0     | 2      | 0      | 13     | 0      |
| 2021/22                       | PAEEK                     | A Divizion        | 12         | 0          | 2     | 0     | —      | —      | 14     | 0      |
| 2022/23                       | Patro Eisden Maasmechelen | Eerste nationale  | 10         | 0          | 1     | 0     | —      | —      | 11     | 0      |
| 2022/23                       | → Hoogstraten VV          | Eerste nationale  | 14         | 3          | 0     | 0     | —      | —      | 14     | 3      |
| 2023/24                       | KFC Dessel Sport          | Eerste nationale  | 33         | 11         | 0     | 0     | —      | —      | 33     | 11     |
| 2024/25                       | Sporting Hasselt          | Eerste nationale  | 18         | 2          | 0     | 0     | —      | —      | 18     | 2      |
| Carrièretotaal                | Carrièretotaal            | Carrièretotaal    | 169        | 24         | 7     | 1     | 2      | 0      | 178    | 25     |
| Bijgewerkt op 5 februari 2025 |                           |                   |            |            |       |       |        |        |        |        |